# Фацеция
 Фацеция  (лат. facetia) — шутка, преимущественно небольшой шуточный рассказ, весёлый анекдот, в котором идёт речь о каком-нибудь забавном приключении, смешной выходке, приводятся остроумные ответы и решения различных казусов, подвергаются осмеянию различные недостатки и пороки женщин, простоватых горожан, представителей духовенства и т. д. В ряде случаев такая насмешка переходит в сатиру и обличение. Эти рассказы были объединены в отдельных сборниках, получивших название «фацеций», а на русской почве — «смехотворных повестей», «жартов».

## История
Юмористический жанр, типичный для городского сословия эпохи Ренессанса, отличается грубоватым, порой неприкрытым натурализмом. В основе фацеции сплошь и рядом лежит какой-нибудь бродячий сюжет, издавна бытовавший в международной устной и письменной литературе.
Жанр подобной литературы возник ещё в XIV столетии, в частности, в 1360-х годах каноник Страсбургского собора Альберт написал латинскую «Книжицу фацеций о короле Рудольфе» (лат. Libellus de facetiis Rudolfi regis), содержавшую исторические анекдоты о Рудольфе I Габсбурге. Однако классическую литературную обработку фацеции получили лишь в середине XV века у итальянского гуманиста Поджо Браччолини. Его сборник «Poggii Florentini Oratoris clarissimi facetiarum liber», впервые напечатанный в 1470 году, выдержал много изданий в XV и XVI веках и пользовался огромной популярностью. От него идут латинские сборники фацеций Генриха Бебеля, Филиппа-Никодима Фришлина, Менандра (XVI — нач. XVII в.), затем сборники на национальных европейских языках — итальянские — «Motti e facetie» М. Арлотто, «Facetie e motti arguti…», 1548, Л. Доменики и др., французские — весьма популярная книга «Le Moyen de parvenir» (начало XVII в.), приписываемая Бероальду де Вервилю, «Le facétieux reveil matin des esprits mélancoliques» (1715), «Facétieuses journées», 1587, «Contes à rire» и др., вплоть до «Facéties parisiennes» Вольтера, немецкие — «Scherz mit der Warheit» и «Schimpf und Ernst» — Иоганна Пауля и др.
В начале XVII столетия был напечатан сборник, озаглавленный «Facetiae facetiarum», представляющий собой своеобразное явление в области развития шуточной новеллы: здесь они имели собрание учёнейших рассуждений, своего рода диссертаций, на самые курьёзные темы, с приведением — по всей форме схоластической науки — цитат из древних и новых писателей.

## Появление в России
На русскую почву фацеция проникла в XVII веке. В описи царской библиотеки, относящейся к тому времени, встречалось упоминание о юмористическом сборнике «Демокретус смеющийся», то есть «Democritus ridens», популярнейший латинский сборник, переведённый и напечатанный в России в XVIII веке. Там же находилось упоминание и о другой подобной книге — «Книга на немецком языке о грубианском мужицком невежестве». К 1680 году относится перевод фацеции на русский язык с польского оригинала, видимо, из книги «Facecje polskie, żartowne a trefne powieści biesiadne…», перевод, дошедший до нас в нескольких списках, один из них озаглавлен: «Фрашки, сиречь издевки: факеции или жарты польски, издевки смехотворны московски» с подзаголовком «Повести смехотворны, есть же из них обыклостей обличительны», другой — «Фацецы, или жарты польскии, повести, беседки, утешки московскии» и т. д. Материал фацеций можно в изобилии найти в напечатанных в России XVIII в. сборниках — «Товарищ разумный и замысловатой», «Письмовник» Курганова, «Похождении Ивана гостинного сына», «Старичок-весельчак», «Рассказчик весёлых басен», «Веселый и шутливый Меландр» и др. Фацецию использовали в большом количестве лубочная литература и фольклор.